# Velenice (hrad)
Zřícenina hradu Velenice se nachází nad Svitavkou severně od obce Velenice nedaleko města Zákupy na Českolipsku. Pozůstatky hradu jsou chráněny jako kulturní památka.

## Historie
Přesný rok založení hradu není znám, ale pravděpodobně to bylo před rokem 1319. V té době jsou Velenice uváděny jako žitavské manství, proto je založení hradu zasazováno do doby, kdy patřila Žitava Ronovcům. Ve 14. století zde sídlili Pancířové ze Smojna. Ačkoliv se u hradu většinou objevuje jméno Velenice (Wellnitz), je možné, že původní název zněl Smojno a byl rodovým hradem Pancířů. Koncem století pak spadaly Velenice pod Zákupy a někdy v této době se Pancířové pravděpodobně stali vazaly Vartemberků, o čemž svědčí střídavé uplatňování patronátních práv u stejných kostelů v okolí. O dalším osudu hradu nemáme zprávy. Je možné, že zanikl během tažení Lužičanů do severních Čech ve 40. letech 15. století, o čemž svědčí archeologické nálezy na místě.
Zbytky hradu nad vesnicí místní obyvatelstvo nazývalo Schlossberg – Zámecký vrch.

## Podoba
Hrad stával na ostrohu nad Svitavkou. V nejzazší části byla vystavěna čtverhranná věž, jejíž zdivo se dosud zachovalo. Směrem na sever se zachovaly základy čtvercového stavení, sklep vytesaný do skály (zavalený) a malý příkop. Zajímavé je, že chybí jakékoliv stopy po opevnění a také zde chybí šíjový příkop. Tyto skutečnosti naznačují, že se pravděpodobně jednalo o nedokončený hrad.

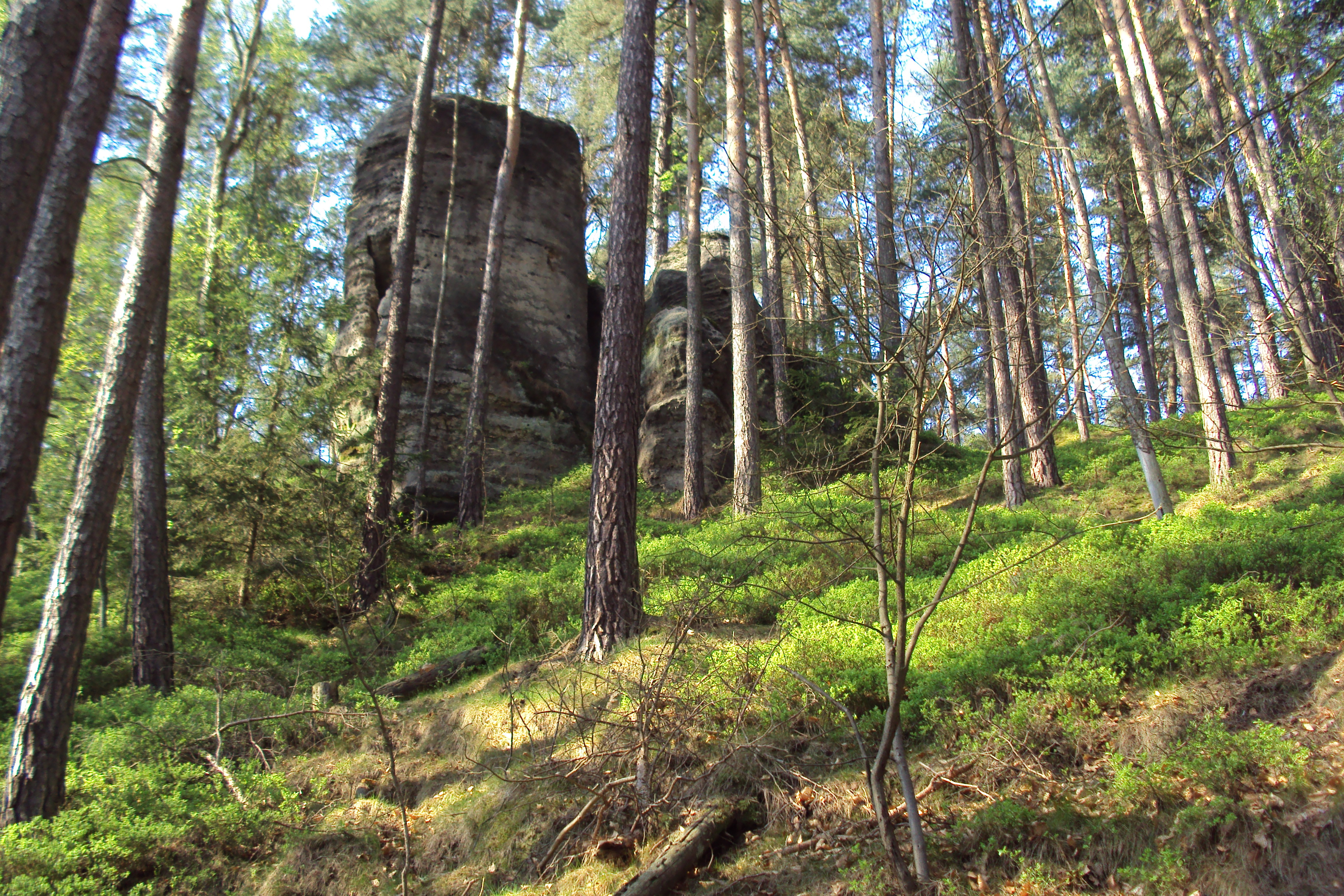
areál hradu před vykácením lesa

## Přístup
Do Velenic, tedy ani k této lokalitě nevede žádná značená trasa pro pěší turisty, přes obec po silnici jsou vedeny jen cyklotrasy
3045 a 3055, nikoli k zříceninám (dále je další - Výrov). Do Velenic nevede železnice, existuje pouze velmi řídké spojení autobusy ČSAD Česká Lípa ve všední dny. Hrad je na mapách KČT zakreslen jako bezejmenná zřícenina 1 km severozápadně od středu obce s kostelem.. V obci není žádné místní značení.

## Fotogalerie

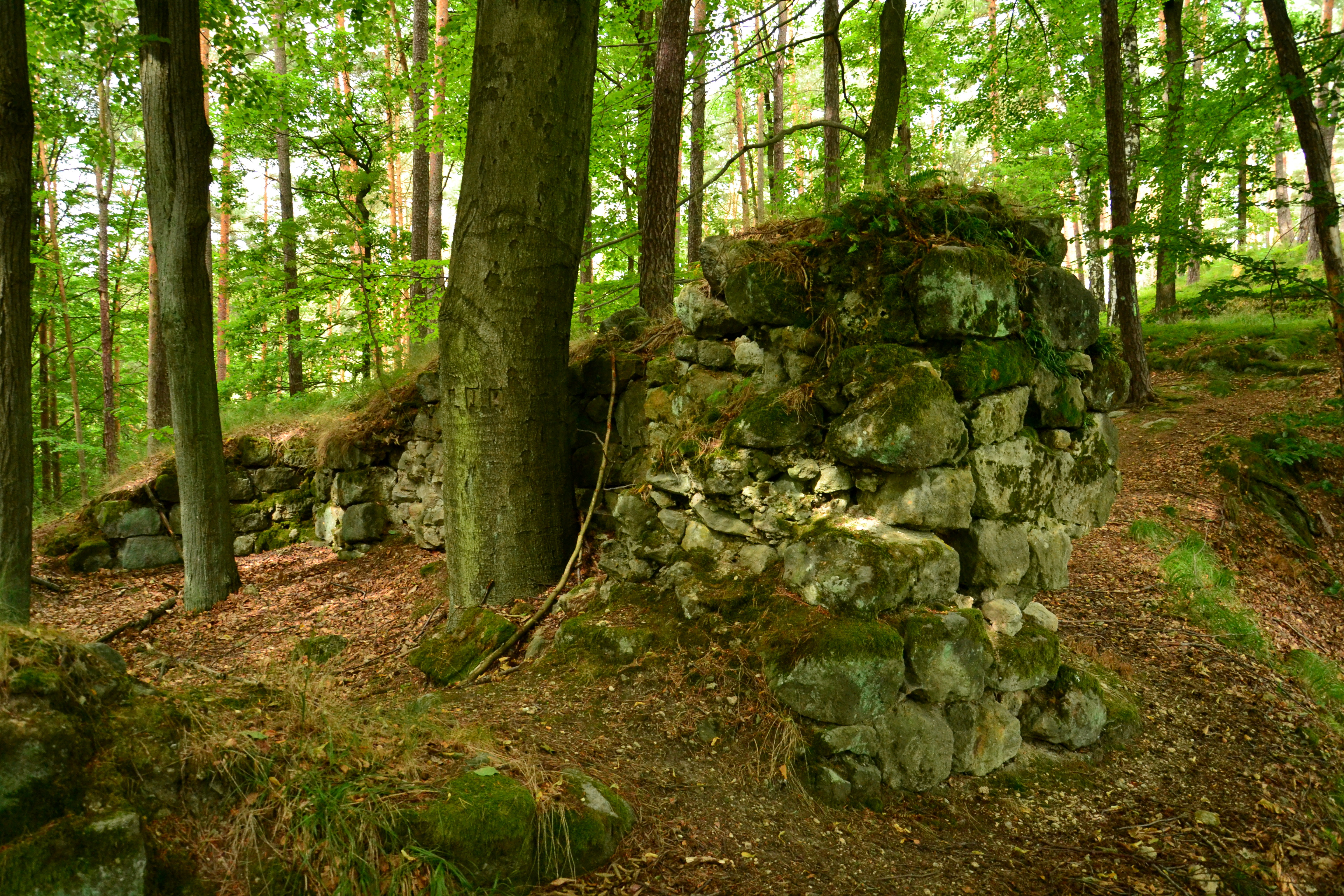
pozůstatky zdiva před vykácením lesa
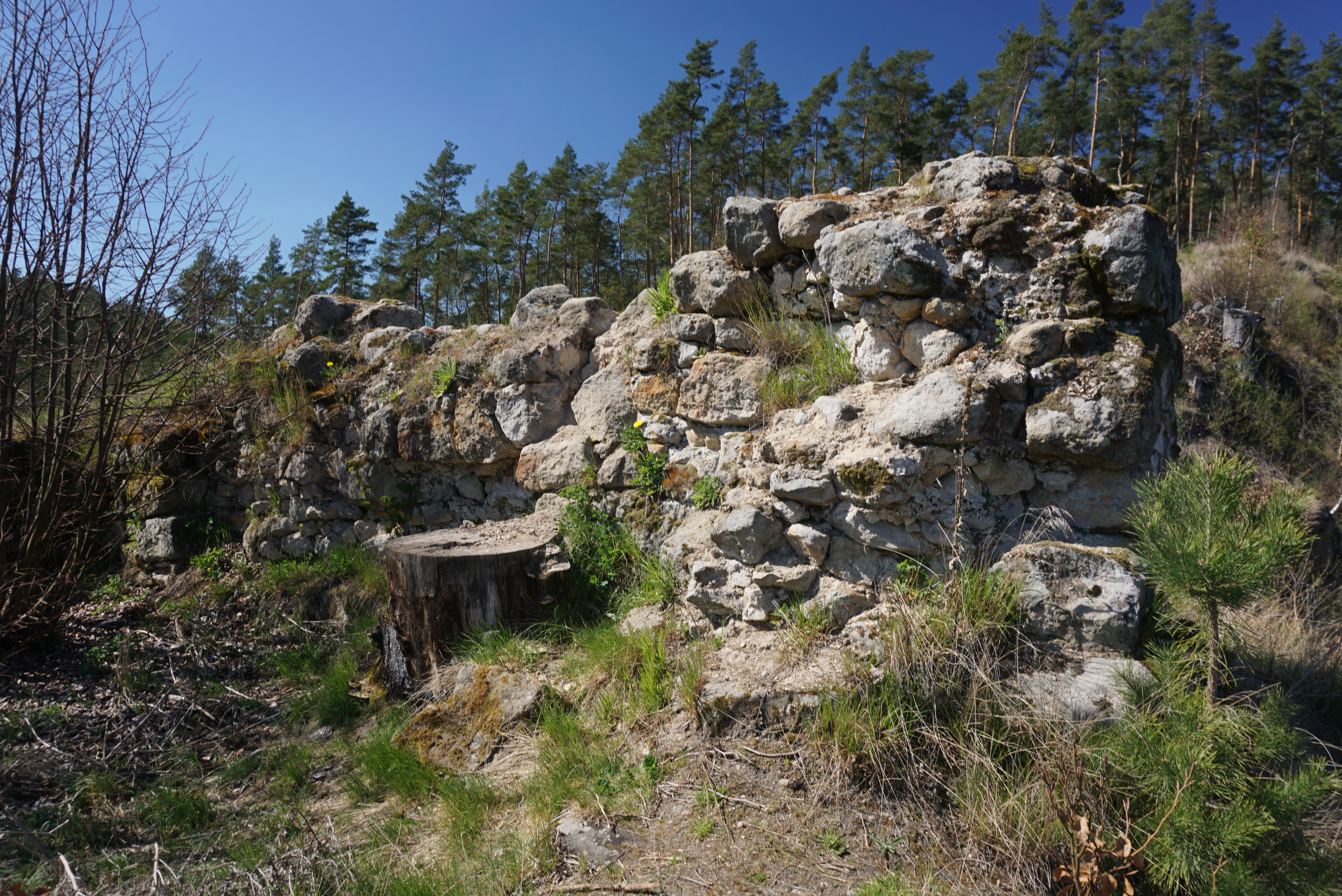
zděná část hradu
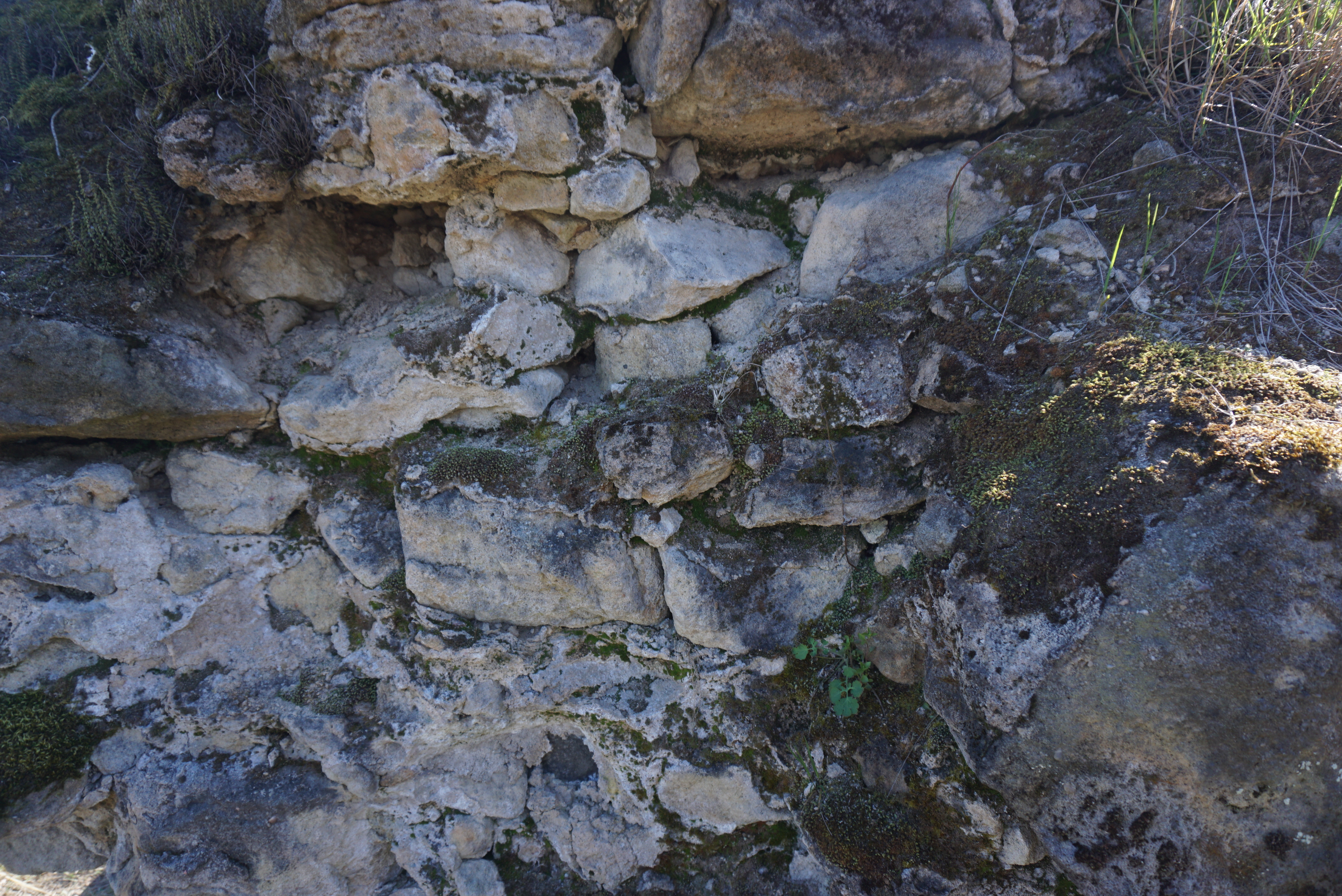
detailní pohled na zdivo
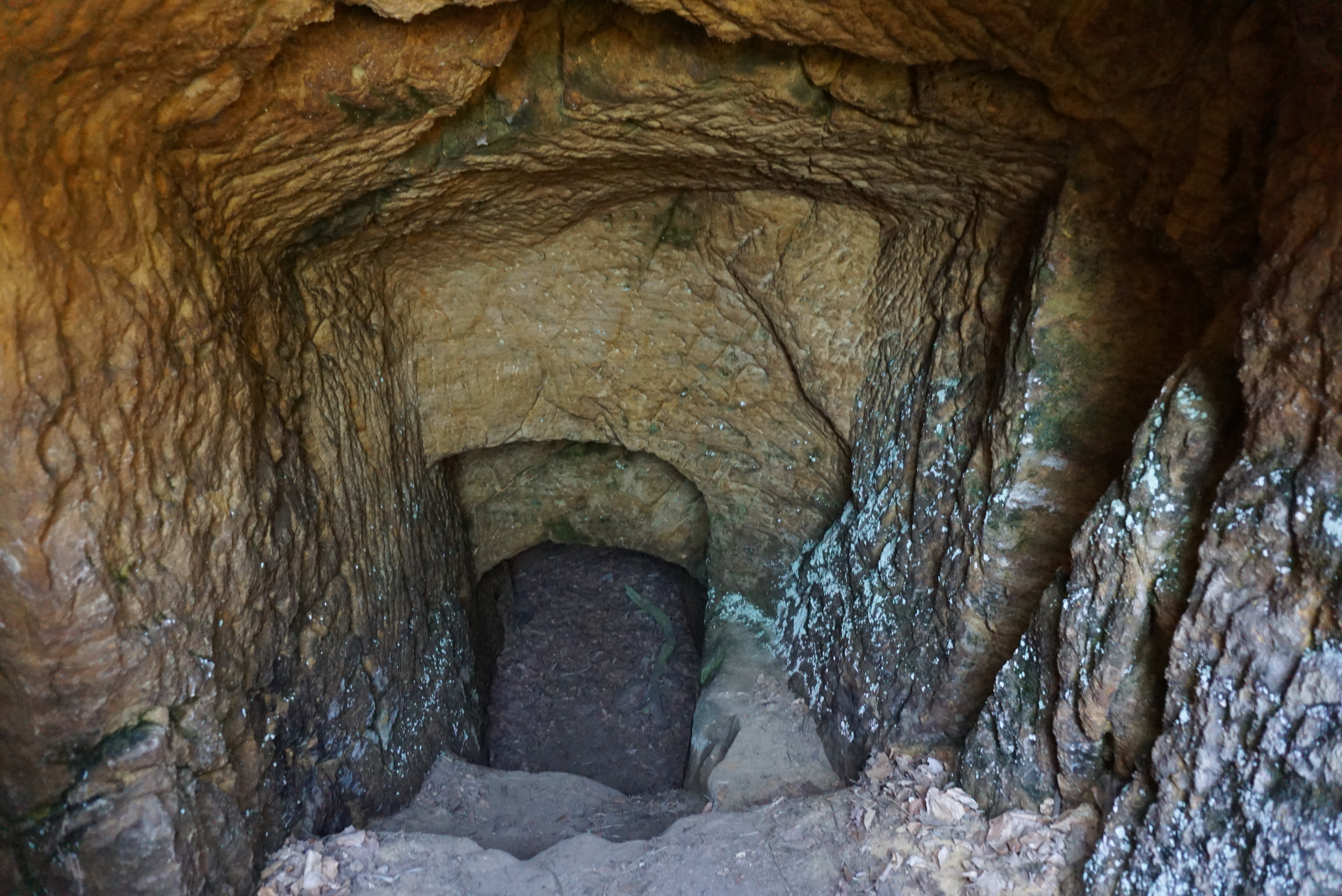
interiér sklepní prostory
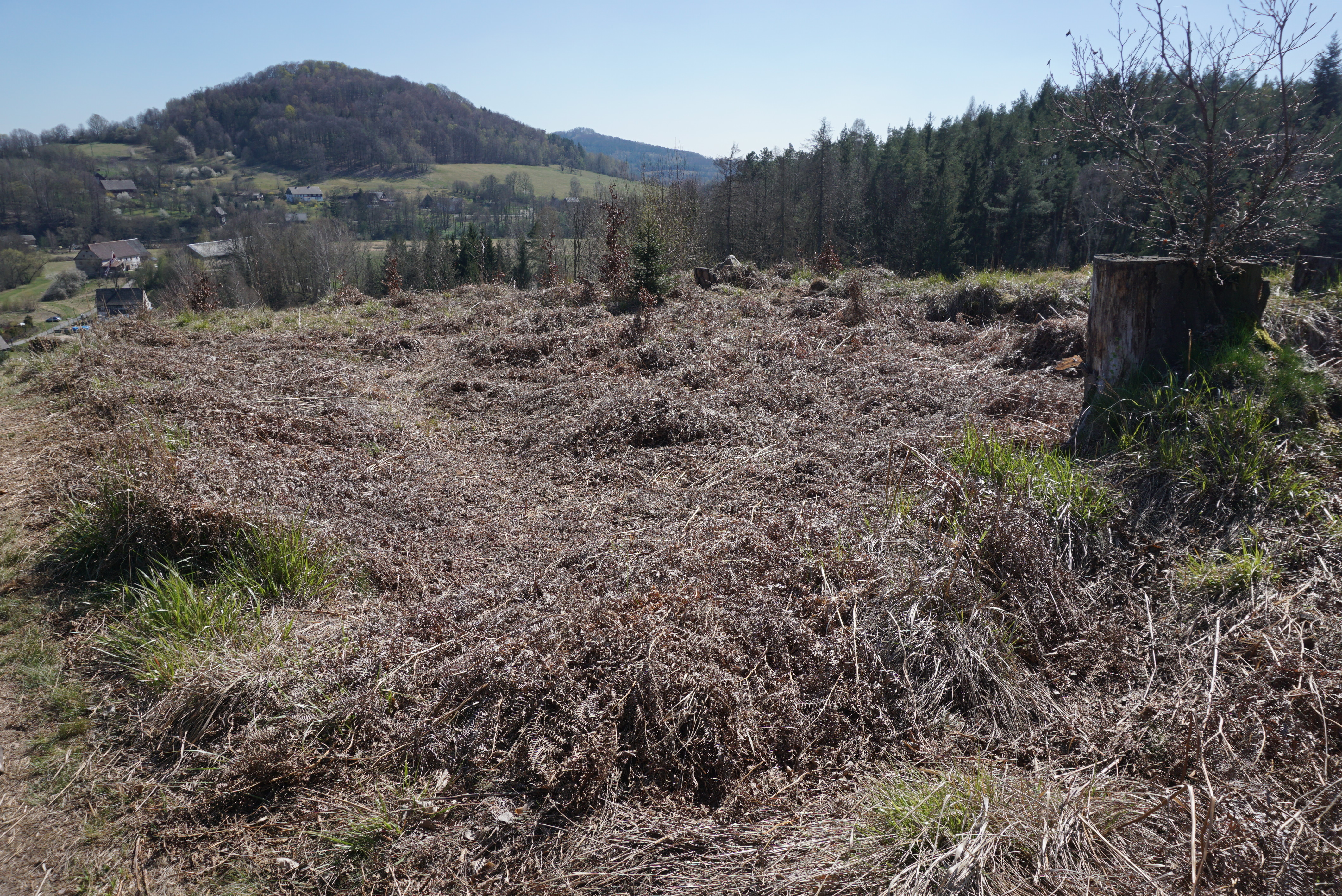
terénní nerovnosti v severozápadní části areálu